# Sarcophaga lageniharpes
Sarcophaga lageniharpes är en tvåvingeart som beskrevs av Xue och Feng 1989. Sarcophaga lageniharpes ingår i släktet Sarcophaga och familjen köttflugor. Inga underarter finns listade i Catalogue of Life.